# La Soif étanchée
Pour plus de détails, voir Fiche technique et Distribution.
La Soif étanchée (en russe : Утоление жажды, Utolenie zhazhdy) est un long-métrage soviétique réalisé par Boulat Mansourov sorti en 1966,. Le film est adapté du roman éponyme de Iouri Trifonov consacré à la construction d’un canal en plein désert de Turkménistan. C'est le dernier rôle au cinéma de Piotr Aleïnikov.

## Synopsis
Années 1950 au Turkménistan, la construction du canal du Karakoum est en cours. Le sort de ce grand chantier est étroitement lié au sort de nombreux personnages du film : le journaliste Korychev, qui révèle les mensonges des articles calomnieux ostentatoires de son collègue Zourabov ; le jeune ingénieur talentueux Karabach, dont les méthodes de construction avancées sont soutenues par le directeur de la construction Ermasov ; le vieil ingénieur aigri Khorev, qui, par envie pour Karabach, écrit des dénonciations au Comité central du Parti de la RSS Turkmène contre lui et Ermasov.

## Fiche technique
- Titre : La Soif étanchée
- Réalisation : Boulat Mansourov
- Scénario : Iouri Trifonov
- Photographie : Khodjakouli Narliev
- Direction artistique : Vladimir Artykov
- Musique originale : Redjep Redjepov
- Son : Chaly Annakhalov
- Société de production : Turkmenfilm (en)
- Format : 35 mm - noir et blanc
- Pays : URSS
- Durée : 83 min
- Première diffusion : 20.1.1968

## Distribution
- Piotr Aleïnikov : Malioutine, conducteur de pelle mécanique
- Hojadurdy Narliev (ru) : Biachime Mouradov
- Artyk Dzhalliýew (ru) : Dourdyew
- Leonid Satanovski (ru) : Piotr Korychev, journaliste
- Anatoli Romachine (ru) : Sacha Zourabov, journaliste
- Arina Aeinikova (ru) : Marina, file de Malioutine
- Ian Ianakiev (ru) : Khorev, ingénieur
- Anatoli Koubatski : Artiom Ivanovitch Louzguine, rédacteur en chef
- Khodjakouli Narliev : Karabach, jeune ingénieur
- Stanislav Mikhine : Ivan
- Boris Koudriavtsev : Denis Kouznetsov, chansonnier
- Aman Khandurdyev : Atanyaz